# Cornelis Danckerts
Cornelis Danckerts (van Sevenhove) I (de oudere) (Amsterdam, 1603 – Amsterdam, 1656) was een Nederlandse uitgever, drukker en graveur werkzaam in Amsterdam.

## Levensloop

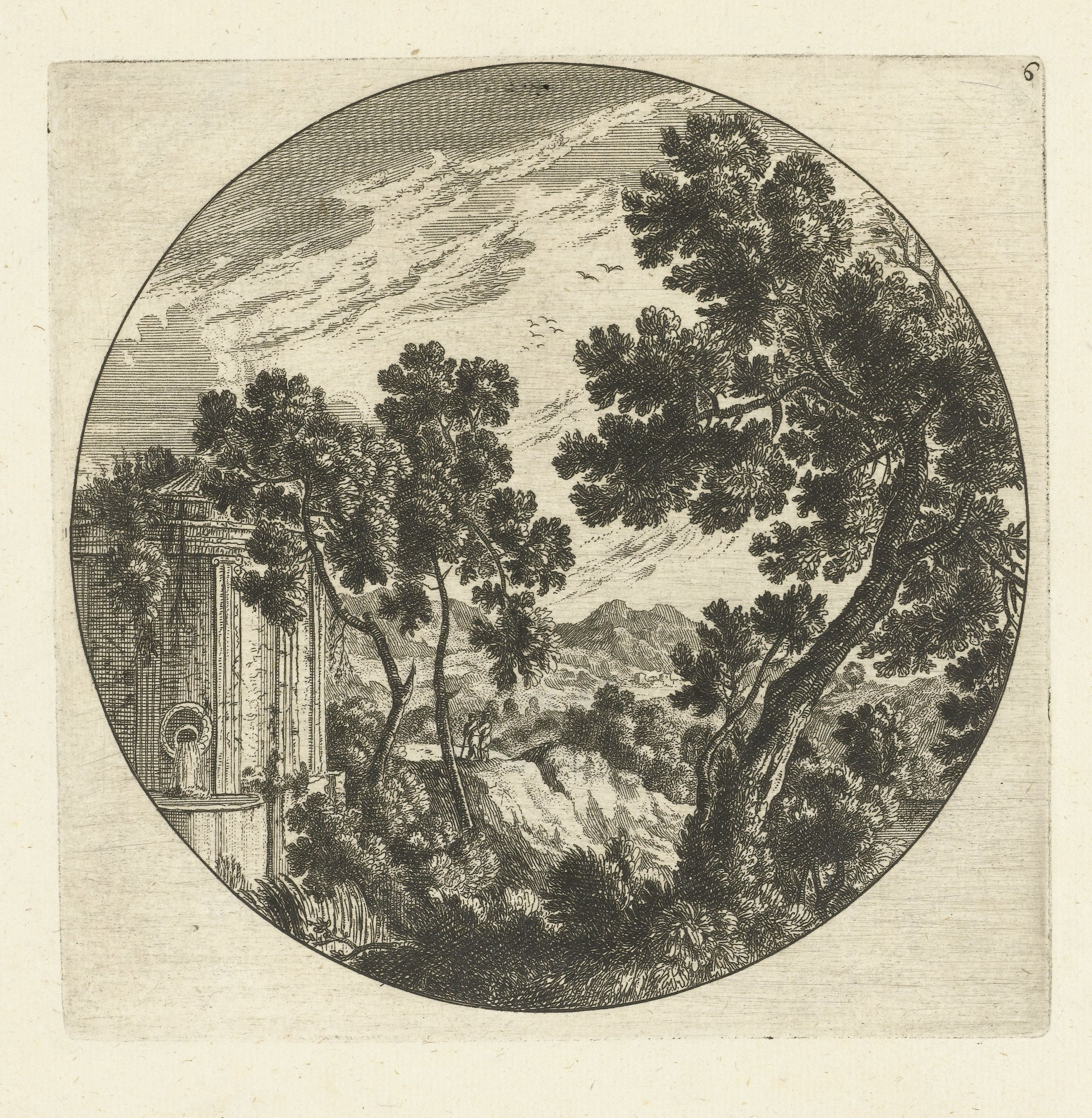
Ets gemaakt en uitgegeven door Cornelis Danckerts I.

Cornelis Danckerts is de zoon van Danckert Corneliszn. (ca. 1580 – 1625) en Lijsbeth Jansd. (ca. 1586 - …). Vader Danckert was schipper van beroep toen hij in het huwelijk trad met Lijsbeth. Ze trouwden op 22 april 1603 en kregen ten minste vijf kinderen van wie Cornelis de oudste was.
Op 1 maart 1633 trouwde Cornelis Danckerts met Anneken van Minne. Hij was op dat moment werkzaam als Papiere const en Caerten vercooper  in Amsterdam. Het huwelijk vond plaats te Leiden in de Hooglandse kerk. Samen kregen zij ten minste zes kinderen.
Danckerts was werkzaam als uitgever, graveur en drukker vanaf omstreeks 1631. Ook verkocht hij papier, kaarten en boeken in zijn winkel. Danckerts heeft op verschillende plaatsen in Amsterdam gewoond en gewerkt. Hij vestigde zich op de hoek bij de Amstel ’in de calckton’ bij de Regulierstoren (1630 - 1633), op de Warmoesstraat (1634), op de Fluwelen Burgwal bij de St. Jansbrug, op de Oudezijds Voorburgwal, op de hoek bij de Stoofsteeg (1639 - 1640) en op de Kalverstraat (1642 - 1656).
In 1656 overleed Cornelis Danckerts. Hij werd op 27 april begraven in de Nieuwezijds kapel. De uitgeverij die hij naliet groeide uit tot een familiebedrijf dat werd voortgezet door zijn zoons, kleinzoons en achterkleinzoon.

## Uitgaven

Cartouche van een kaart uitgegeven door Cornelis Danckerts II, kleinzoon van Cornelis Danckerts I.

Omstreeks 1633 begon Cornelis Danckerts met het uitgeven van kaarten in Amsterdam ‘in de calckton’ op de hoek van de Amstel bij de Regulierstoren. Het bedrijf van de uitgeversfamilie Danckerts werd bekend onder de naam ‘In den Danckbaarheyt’. Deze naam is terug te vinden in het drukkersmerk dat voor het eerst werd gebruikt door Cornelis’ zoon Danckert.
De uitgeverij verkreeg met name bekendheid onder zoon Justus Danckerts I en kleinzonen Theodorus Danckerts I en Cornelis Danckerts II. Zij gaven tussen 1660 en 1720 verschillende atlassen uit waarvan maar een aantal exemplaren bewaard zijn gebleven. Voor deze atlassen zijn ongeveer 125 verschillende kaarten gebruikt. Kenmerkend voor de kaarten uit deze atlassen is dat ze relatief weinig versiering bevatten. Dit was in tegenstelling tot kaarten van andere Amsterdamse drukkers die werden versierd met wapenschilden, figuren en andere decoratie. Opmerkelijk is dat de kaarten van uitgeverij Danckerts later in bezit zijn gekomen van de uitgeverij van Reinier en Josua Ottens die de naam van de uitgever Danckerts verwijderde. Daar voor in de plaats lieten zij hun eigen naam en die van Frederik de Wit graveren, in de hoop op die manier gebruik te maken van het succes van Frederik de Wit.
Er zijn, naast atlassen, ook verschillende wandkaarten uitgegeven door de Danckerts. Justus I had een complete set wandkaarten van alle continenten van de wereld, zoals veel Amsterdamse drukkers in die periode. Zodoende gaf hij wandkaarten uit van Amerika, Afrika, Europa, Azië en de wereld.

## Galerij: kaarten

Kaart van Europa. Uitgegeven door Justus Danckerts I.
Kaart van de Cevennen. Uitgegeven door Cornelis Danckerts II.
Kaart van de Franse kust en Middellandse Zee. Uitgegeven door Cornelis Danckerts II.